# Nesticus fagei
Nesticus fagei är en spindelart som beskrevs av Josef Kratochvíl 1933. Nesticus fagei ingår i släktet Nesticus och familjen grottspindlar. Inga underarter finns listade i Catalogue of Life.